# Leslie Hurry
Leslie George Hurry (Londres, 10 de febrer de 1909 - 20 novembre de 1978) va ser un artista i escenògraf de ballet, teatre i òpera britànic.
Fill d'A. G. Hurry, un director fúnebre de St John's Wood, va ser educat a la Haberdashers' Aske's Boys' School. Combatent la pressió per seguir el negoci familiar, va estudiar a l'Escola d'Art de St John's Wood i de la Royal Academy Schools. En sortir de la Reial Acadèmia de Pintura el 1931, abans de finalitzar la seva beca de cinc anys, el seu primer encàrrec va ser d'una empresa cervesera per decorar una cadena de bars de saló amb murals de paisatges.
A la segona meitat de la dècada de 1930, va deambular per la Gran Bretanya i Irlanda pintant paisatges. Deprimit amb el seu treball i buscant inspiració per desenvolupar un estil personal, es va traslladar a París, però es va veure obligat a tornar a Gran Bretanya causa de problemes de salut.
El 1939, declarat no apte per al servei militar i pertorbat per la guerra, es va aïllar a la seva casa de camp a Thaxted (Essex). En aquest temps es va fer amic de Grace Sholto Douglas, un ancià mecenes que va morir el 1942. Els anys 1940 i 1941 va elaborar dos llibres de dibuixos automàtics intricats que van ser exhibits a la Galeria Redfern, cosa que dur al seu reconeixement com a "ultra-surrealista".
El seu primer treball d'escenari va ser per a una producció de Hamlet pel Sadler's Wells Ballet el 1942, una obra encarregada per Robert Helpmann, que havia vist els seus quadres en una galeria de Londres. Posteriorment, va treballar per a Sadler's Wells, Old Vic Theatre, Aldwych Theatre, Glyndebourne, la Royal Opera House, la Royal Shakespeare Company i per a empreses teatrals del Canadà, sobretot a Stratford (Ontario).
Va deixar un gran corpus de pintures, que van des de l'abstracte, el retrat i el paisatge.